# 魏州
魏州，中国南北朝时设置的州。
北周大象二年（580年）析相州置，治所在贵乡县（今河北省大名县东北）。隋朝大業时改为武阳郡。辖境相当今河北省大名、魏县、馆陶，河南省南乐、清丰、范县和山东省冠县、莘县等县地。其地为河北与江淮之间水运交通枢纽，船舶辐辏，物资荟萃。为河北平原、中原一大都会。

魏州所在地政治地缘位置极其重要，历来为军事要地，也为中原人口大州。商业发达。
唐朝武德四年（621年）复为魏州，同年又以魏州的聊城县、武水县、堂邑县、高唐县置博州。龙朔二年（662年）改为冀州。咸亨三年（672年）复为魏州。天宝、至德年间又曾改为魏郡。广德元年（763年）后，魏博节度使治此，为河北三镇的軍事要地。魏博藩镇为唐中后期至五代时最大最具影响力的军事藩镇。土贡：花綢、綿綢、平綢、施、绢、紫草。户十五万一千五百九十六，口百一十万九千八百七十三。终唐一朝，领十四县：贵乡县、元城县、魏县、馆陶县、冠氏县、莘县、朝城县、昌乐县、澶水县、洹水县、成安县、内黄县、宗城县、永济县。
五代後唐同光元年（923年），沙陀人李存勗即帝位于此，建为东京，升为兴唐府。 北宋庆历二年，建大名府为北京。北京取代魏州。
| 隋代行政区划变遷 | 隋代行政区划变遷     | 隋代行政区划变遷     | 隋代行政区划变遷 | 隋代行政区划变遷 | 隋代行政区划变遷 | 隋代行政区划变遷                                                                              |
| 区划             | 開皇元年             | 開皇元年             | 開皇元年         | 開皇元年         | 区划             | 大業3年                                                                                       |
| ---------------- | -------------------- | -------------------- | ---------------- | ---------------- | ---------------- | --------------------------------------------------------------------------------------------- |
| 州               | 魏州                 | 魏州                 | 屯州             | 济州             | 郡               | 武陽郡                                                                                        |
| 郡               | 昌乐郡               | 武陽郡               | 陽平郡           | 平原郡           | 县               | 繁水县 貴乡县 元城县 魏县 观城县 頓丘县 莘县 武陽县 館陶县 聊城县 武水县 臨黄县 冠氏县 堂邑县 |
| 县               | 昌乐县 貴乡县 衛国县 | 乐平县 莘亭县 武陽县 | 館陶县           | 聊城县           | 县               | 繁水县 貴乡县 元城县 魏县 观城县 頓丘县 莘县 武陽县 館陶县 聊城县 武水县 臨黄县 冠氏县 堂邑县 |

| 唐朝魏州辖县 | 唐朝魏州辖县 |
| ------------ | --- |
| 618年        | 贵乡县、元城县、繁水县、莘县、临黄县、观城县、顿丘县、魏县、武阳县、馆陶县、冠氏县、堂邑县、武水县、聊城县                       |
| 619年        | 贵乡县、元城县、繁水县、莘县、临黄县、魏县、武阳县、馆陶县、冠氏县、堂邑县、武水县、聊城县（观城县、顿丘县改属黎州）             |
| 621年        | 贵乡县、元城县、繁水县、魏县（新设漳阴县，莘县、临黄县、武阳县改属莘州，馆陶县、冠氏县改属毛州，堂邑县、武水县、聊城县改属博州） |
| 622年        | 贵乡县、元城县、繁水县、魏县、漳阴县（新设昌乐县）                                                                               |
| 623年        | 贵乡县、元城县、繁水县、魏县、漳阴县、昌乐县                                                                                     |
| 627年        | 贵乡县、元城县、繁水县、魏县、昌乐县（莘县、临黄县、武阳县、观城县、顿丘县、馆陶县、冠氏县来属，废除漳阴县）                     |
| 643年        | 贵乡县、繁水县、魏县、昌乐县、莘县、临黄县、顿丘县、馆陶县、冠氏县（废除武阳县、观城县、元城县）                                 |
| 644年        | 贵乡县、魏县、昌乐县、莘县、临黄县、顿丘县、馆陶县、冠氏县（废除繁水县）                                                         |
| 689年        | 贵乡县、魏县、昌乐县、莘县、临黄县、顿丘县、馆陶县、冠氏县（新设武圣县）                                                         |
| 699年        | 贵乡县、魏县、昌乐县、莘县、临黄县、顿丘县、馆陶县、冠氏县、武圣县（新设元城县）                                                 |
| 719年        | 贵乡县、魏县、昌乐县、莘县、临黄县、顿丘县、馆陶县、冠氏县、武圣县（改名朝城县）、元城县                                         |
| 725年        | 贵乡县、魏县、昌乐县、莘县、临黄县、顿丘县、馆陶县、冠氏县、朝城县、元城县                                                       |
| 744年        | 贵乡县、魏县、昌乐县、莘县、临黄县、顿丘县、馆陶县、冠氏县、朝城县、元城县                                                       |
| 771年        | 贵乡县、魏县、昌乐县、莘县、馆陶县、冠氏县、朝城县、元城县（临黄县、顿丘县改属澶州）                                             |
| 906年        | 贵乡县、魏县、昌乐县、莘县、馆陶县、冠氏县、朝城县、元城县（宗城县、永济县、洹水县、内黄县、临河县、斥丘县来属）                 |

## 刺史
| 唐朝魏州刺史 - 元宝藏（619年） - 权威（621年） - 潘道毅（621年） - 田留安（622年） - 丘师（武德末年—贞观初年） - 邓暠（贞观初年） - 孔昌寓（贞观年间） - 辛君昌（贞观年间） - 王波利（贞观年间） - 李灵龟（永徽年间） - 李乾祐（永徽年间） - 王弘直（显庆年间） - 李旦（魏州所改冀州，662年—672年，遥领） - 刘伯英（魏州所改冀州，663年—666年） - 李孝协（冀州所改魏州，龙朔末年—664年） - 杨越（龙朔年间） - 裴某（乾封年间—咸亨年间） - 赵璡（唐高宗时） - 元义端（677年） - 弓志元（唐高宗时） - 封言道（唐高宗时） - 萧憬（唐高宗时） - 皇甫文亮（唐高宗时） - 苏干（垂拱年间） - 成大辨（天授年间） - 杨元琰（长寿年间） - 武懿宗（延载、证圣年间） - 独孤思庄（695年—696年） - 狄仁杰（696年—697年） - 王及善（697年） | - 刘仁景（圣历年间） - 薛季昶（长安年间） - 韦嗣立（704年） - 张潜（唐中宗时） - 张知泰（707年—708年） - 宋璟（711年） - 阳峤（711年） - 单思远（712年—713年） - 宋璟（713年） - 阳峤（714年—715年） - 王志愔（715年） - 杨茂谦（716年） - 韦铣（开元初年） - 张洽（717年） - 崔子源（719年） - 张庭珪（721年） - 崔志廉（723年） - 崔沔（724年—726年） - 宇文融（727年—728年） - 蒋钦绪（729年） - 杜暹（730年—731年） - 苏晋（733年） - 李道坚（734年，未任） - 宋遥（734年—735年） - 卢成务（开元年间） - 韦铣（开元年间） - 严挺之（开元年间） - 臧怀恪（开元年间） - 卢晖（740年—741年） - 崔璘（开元末年） - 魏郡太守 | - 袁知泰（755年，安禄山任命） - 能元皓（756年，安禄山任命） - 萧华（756年—758年） - 崔光远（758年） - 田承嗣（759年—762年） - 田承嗣（763年—778年） - 田维（778年） - 田悦（779年—784年） - 马燧（782年，未任） - 田绪（784年—796年） - 田季安（796年—812年） - 田怀谏（812年） - 田弘正（812年—820年） - 李愬（820年—821年） - 田布（821年） - 史宪诚（822年—829年） - 李听（829年） - 何进滔（829年—840年） - 李绾（840年，遥领） - 何弘敬（840年—865年） - 何全皞（865年—870年） - 李儇（870年—871年，遥领） - 韩允忠（870年—874年） - 韩简（874年—883年） - 李震（883年，遥领） - 乐彦祯（883年—888年） - 罗弘信（888年—898年） - 罗绍威（898年—910年） 后梁魏州刺史 - 羅周翰（910年—912年） - 楊師厚（912年—915年） - 贺德伦（915年） |